# Agaí
Thevetia ahouai (L.) A.DC., conhecido popularmente como agaí, aguaí, auaí, cascaveleira e tingui-de-leite, é um arbusto da família das Apocynaceae, com distribuição natural nas florestas tropicais húmidas das Américas, onde cresce até aos 7 m de altura, com flores tubulares amarelo-pálidas e bagas triangulares vermelhas. O seu látex e as suas sementes são venenosos e potencialmente mortais.

## Descrição
A espécie Thevetia ahouai é um arbusto ou pequena árvore, o árbol, com 1 a 7 m de altura, troncos lisos, algo ramosos, delgados, que ao serem quebrados libertam um látex branco leitoso. As folhas são alternas, oblanceoladas, com pedicelos curtos com cerca de 1 cm de comprimento, de coloração verde intensa, base aguda a acuminada de 14 a 25 cm de comprimento e de 5 a 7 cm de largura. Flores agrupadas em cimas terminais, em forma de tubo ou de campânula, com pedicelos de 3 cm de comprimento, fragantes, de coloração amarela, com de 2,5 a 4 cm de comprimento, densamente pubescentes em torno dos estames. O fruto é do tipo baga, de coloração vermelha brilhante por fora, quando maduro, carnoso, com a polpa branca algo escassa e de consistência esponjosa, com 3,5 cm de comprimento e 5 cm de largura. As sementes são de 2 a 4 por fruto, de forma ovoide, arredondadas de um lado e deprimidas pelo outro lado, de coloração branca a amarelenta.
O látex, o fruto e as sementes são tóxicas, sendo potencialmente mortais quando ingeridos por humanos.

## Habitat e distribuição
A espécie ocorre em florestas muito húmidas em altitudes que variam de 0 a 600 m de altitude. Foi também encontrada em florestas perenes altas e matagais de dunas costeiras. Em Tabasco, a espécie foi encontrada em locais contaminados por hidrocarbonetos, o que a torna uma planta potencial para fitorremediação do solo.
Distribui-se por ambos os litorais do México, pela América Central e pelo norte e nodeste da América do Sul (Colômbia, Venezuela e Guianas e Brasil).

## Etimologia
o nome comum «agaí» é proveniente do termo tupi awa'i. «Tingui» é proveniente do tupi tingwi.

## Galeria

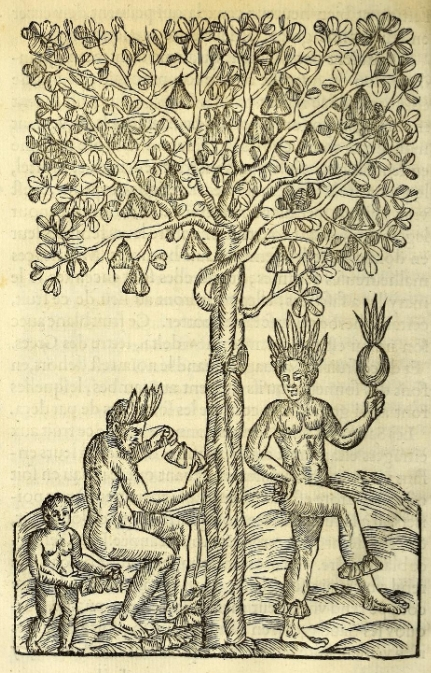
Gravura de 1557 do escritor francês André Thevet retratando o uso dos frutos de Thevetia ahouai pelos índios tamoios como chocalhos amarrados nos tornozelos. O nome científico da planta é uma homenagem a Thevet.
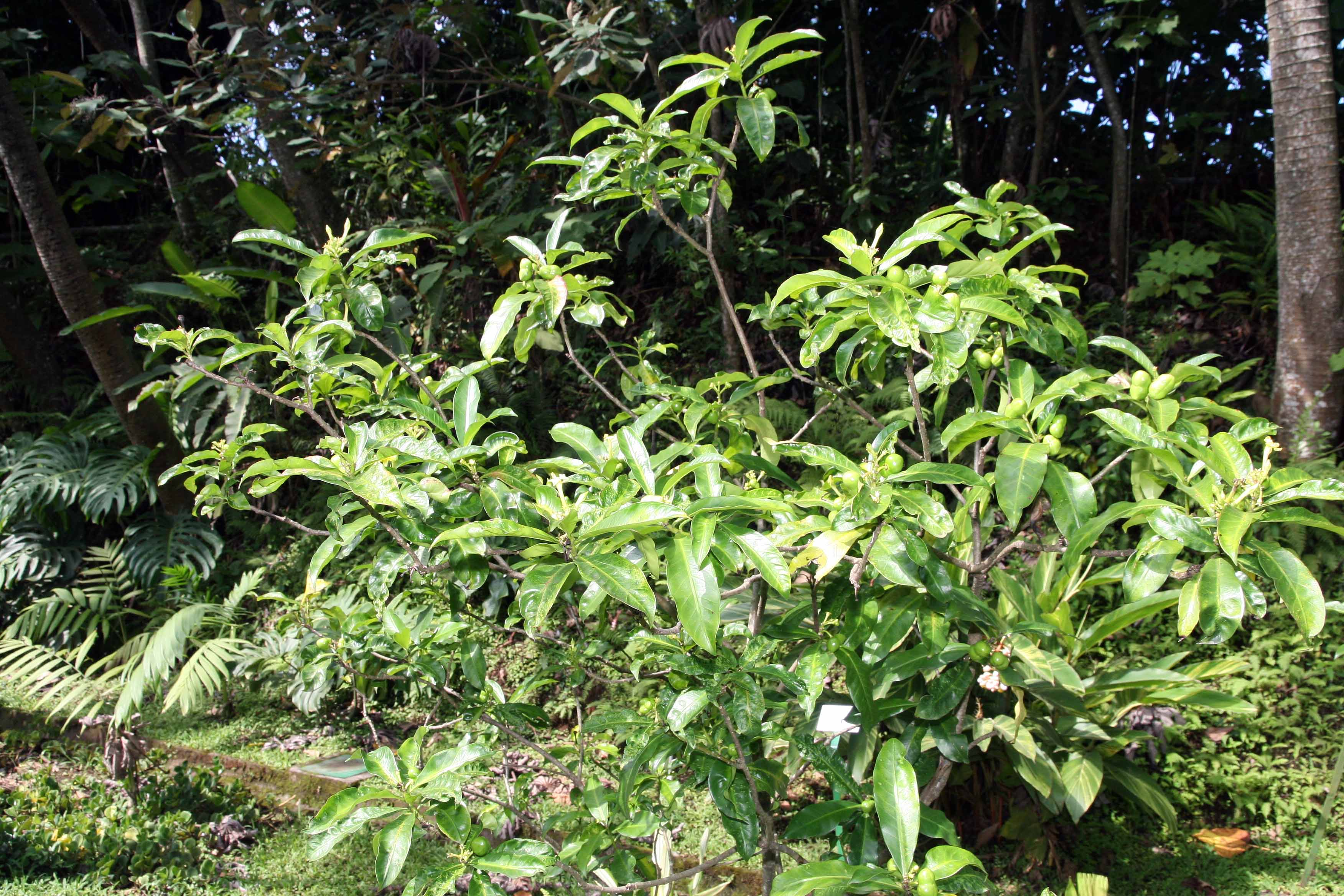
Hábito da planta.
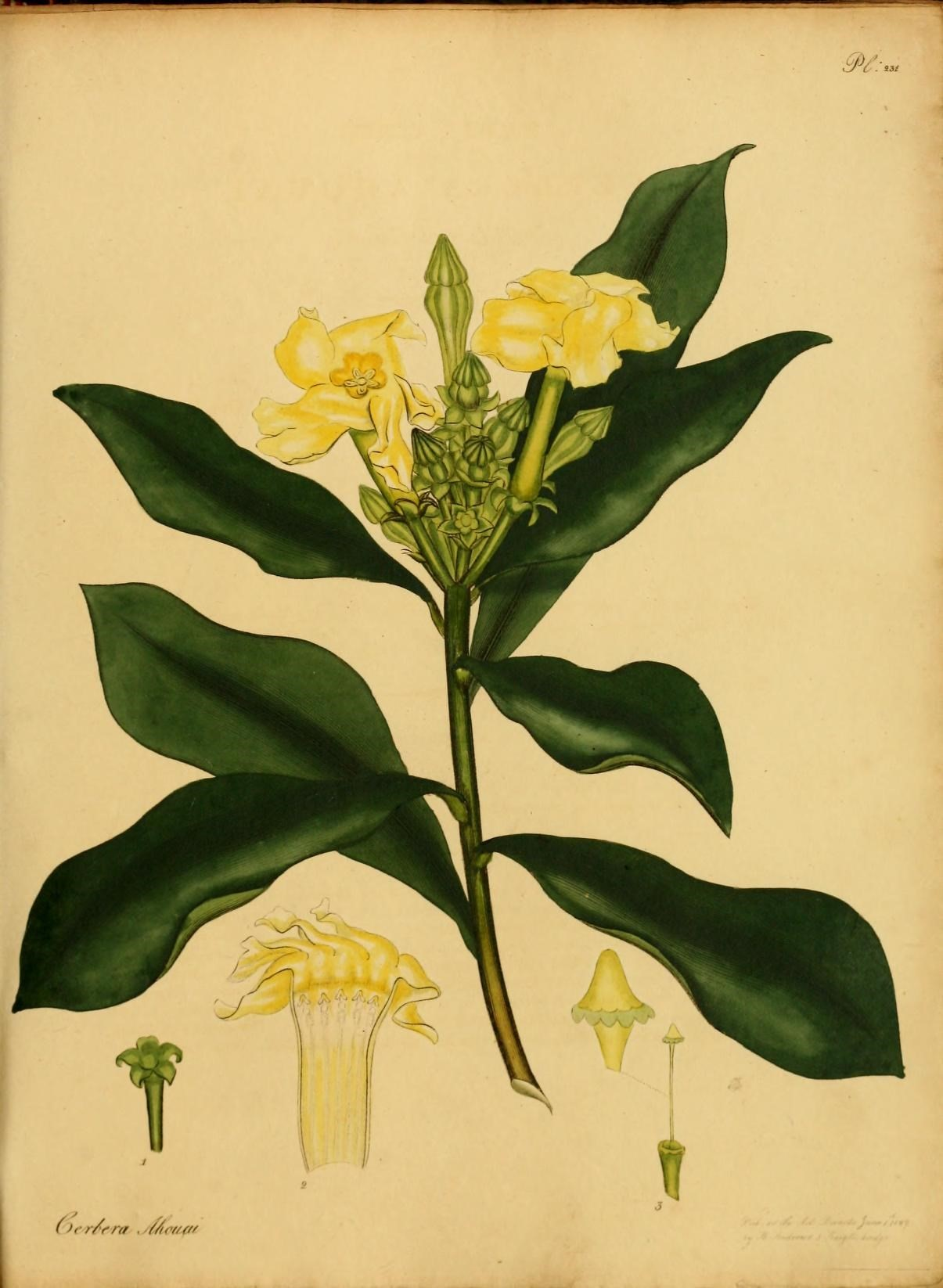
Ilustração mostrando a inflorescência.
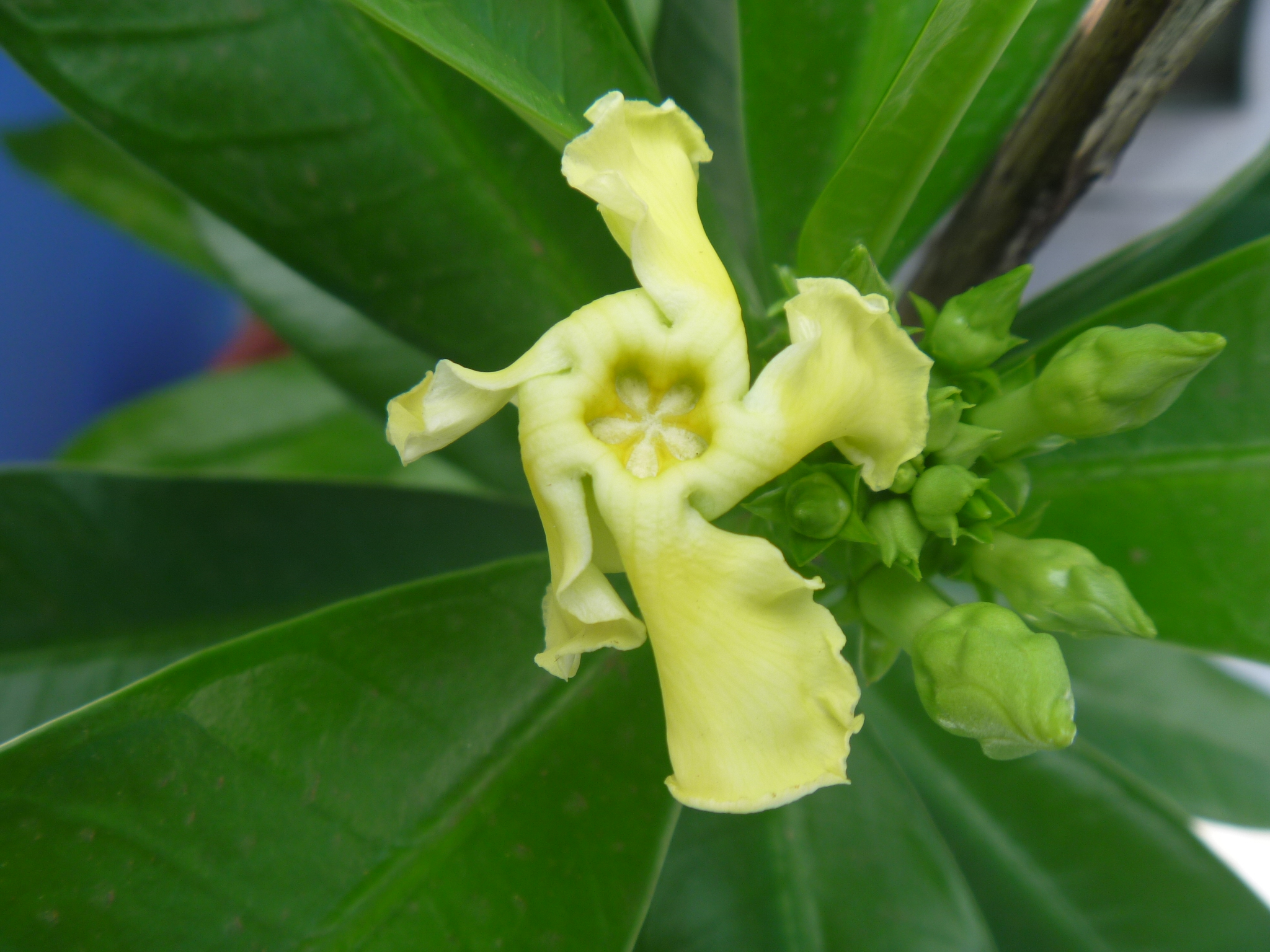
Flores e botões de Thevetia ahouai.
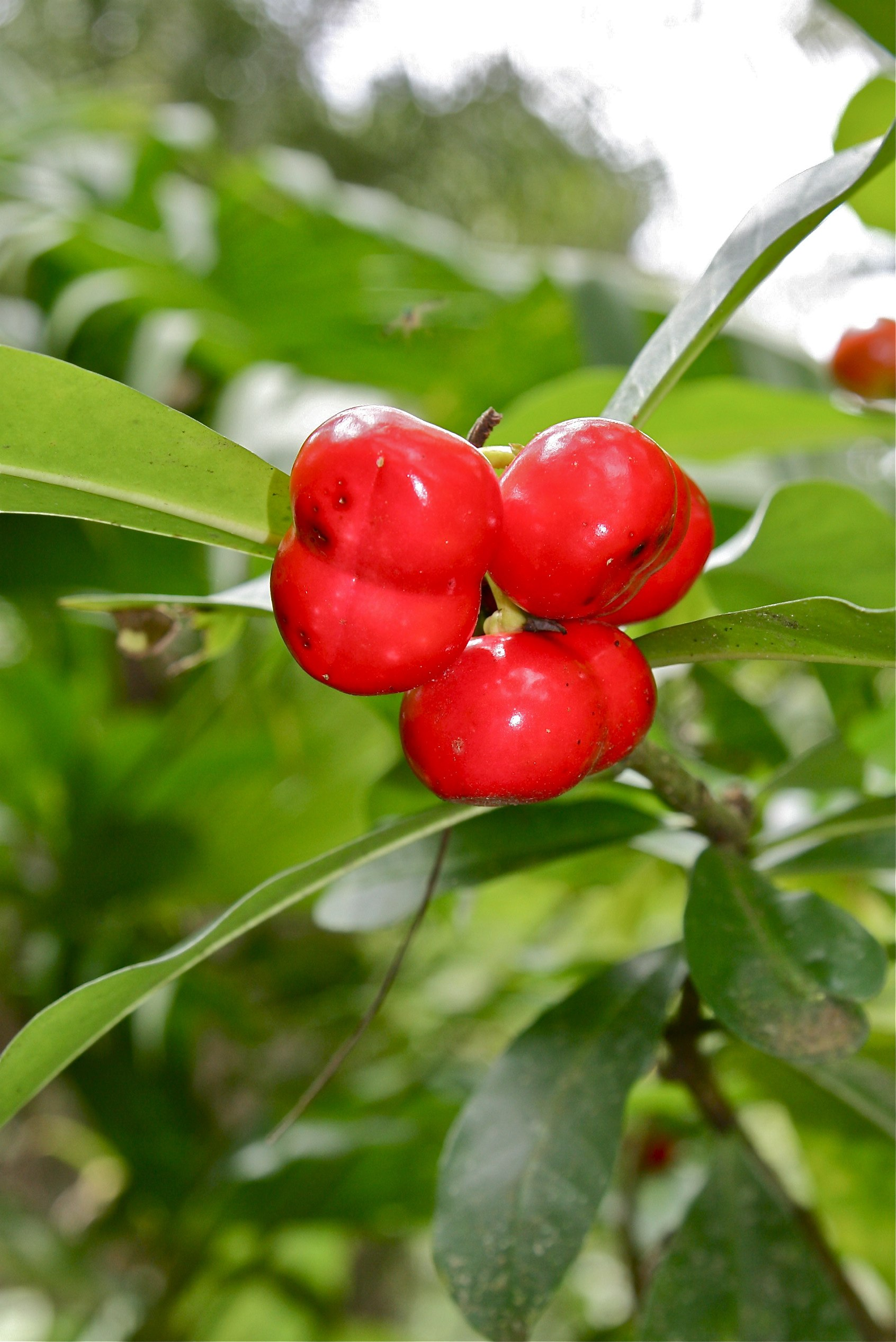
Bagas maduras.
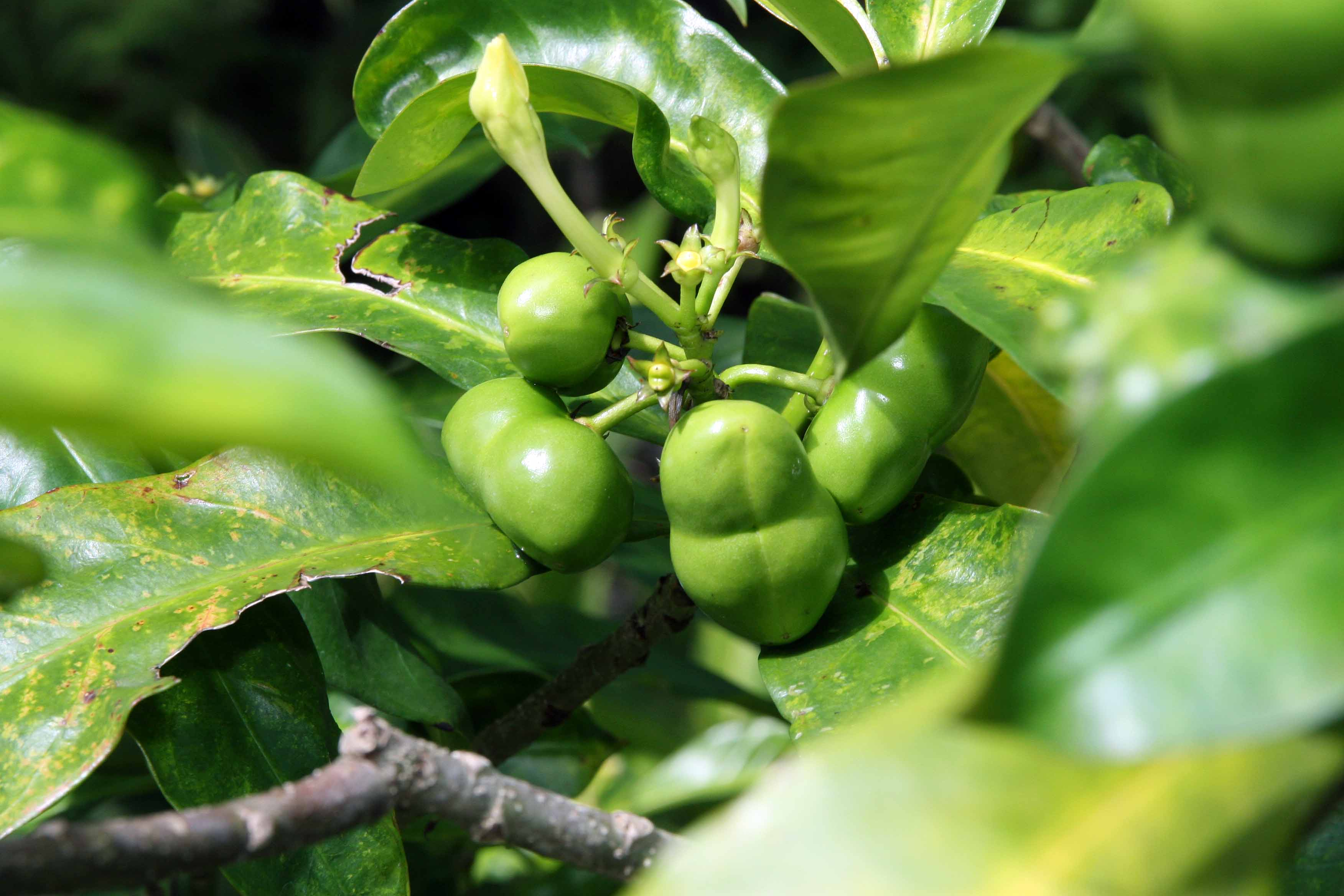
Bagas verdes.

## Links
- Biblioteca Digital de la Medicina Tradicional Mexicana
- Thevetia ahouai
- Naturalista.